# بنيامين أورتنر
بنيامين أورتنر (بالألمانية: Benjamin Ortner)‏ مواليد 16 مارس 1983 في إنسبروك، هو لاعب كرة سلة نمساوي. بدأ مسيرته الاحترافية في سنة 2000. يلعب مع رير فينيزيا مستري في ليغا باسكيت الدرجة الأولى كلاعب وسط. يحمل الرقم 16. يبلغ طوله 6 قدم 9 بوصة (2.1 م).

## المسيرة الاحترافية
لعب مع نادي تيرول إنسبروك في موسم 2000–2001، ثم لعب مع بالاكانسترو ريجيانا في الدوري الإيطالي من سنة 2005 إلى 2008، ثم لعب مع أماتوري أوديني في موسم 2008–2009، ثم لعب مع بالاكانسترو كانتو في الدوري الإيطالي من سنة 2009 إلى 2011، ثم لعب مع تريفيزو لكرة السلة في موسم 2011–2012، ثم لعب مع غيسن فورتي سيكسرز في سنة 2012، ثم لعب مع منز سانا 1871 باسكت من سنة 2012 إلى 2014، ثم لعب مع رير فينيزيا مستري في سنة 2014.

## الإنجازات
- ليغا باسكيت الدرجة الأولى : (2012–13)
- كأس إيطاليا لكرة السلة : (2013)
- كأس السوبر الإيطالية لكرة السلة : (2013)

## روابط خارجية
- بنيامين أورتنر على موقع الاتحاد الدولي لكرة السلة (الإنجليزية)
- بنيامين أورتنر على موقع الدوري الأوروبي لكرة السلة (الإنجليزية)
- بنيامين أورتنر على موقع كرة السلة الأوروبية.كوم (الإنجليزية)
- بنيامين أورتنر على موقع ريلجم (الإنجليزية)
- بنيامين أورتنر على موقع بروبوليرز (الإنجليزية)
- بنيامين أورتنر على موقع سبورتس رفرنس (الإنجليزية)